# 沢田一彦
沢田 一彦（さわた かずひこ、1931年6月26日 - ）は、日本の経営者。学習研究社(現在の学研ホールディングス)社長を務めた。東京都出身。

## 経歴
1954年に東京大学文学部英文学科を卒業し、同年に学習研究社に入社。
1983年11月に取締役に就任し、1993年1月に副社長を経て、1993年4月に社長を就任。1997年6月に会長に就任。